# Sint-Martinuskerk (Heers)
De Sint-Martinuskerk is een kerkgebouw in Heers in de Belgische provincie Limburg. De kerk ligt aan het uiteinde van de Weerstandersstraat en wordt omgeven door een ommuurd kerkhof. Ten noorden van de kerk ligt het Kasteel van Heers.
De kerk is de parochiekerk van het dorp en is gewijd aan Sint-Martinus.

## Opbouw
Het basilicale gebouw bestaat uit een toren tegen de zuidzijde van het schip en vormt mede de westgevel, een driebeukige schip met vier traveeën, een transept met een travee, een koor met twee rechte traveeën en een driezijdige koorsluiting, en bijkoren. Aan de zuidzijde van het koor bevindt zich de sacristie en tussen het transept en de rechte koortravee bevindt zich het 17e-eeuwse oratorium van de kasteelheren van Heers.
De toren heeft vier geledingen, overhoekse steunberen, in mergel uitgevoerde blinde spitsboogvormige drielichten in de tweede en derde geleding, een tweeledig korfboogvormig galmgat voorzien van een geprofileerde spitsboogvormige omlijsting in mergel aan iedere zijde van de vierde geleding, een geprofileerde kroonlijst in mergel met eronder een driepasfries en een ingesnoerde naaldspits gedekt door leien.
Het basilicale schip is opgetrokken in baksteen, heeft een plint van breuksteen in silex en ander hardsteen en drieledige steunberen die de traveeën markeren. Verder heeft dit deel geprofileerde, mergelstenen spitsboogvensters voorzien van maaswerk, de vensters onderling verbonden door een band van mergelsteen, een geprofileerde mergelstenen kroonlijst, in de voorgevel een uitspringend portaal met daarin een deur in een korfboog met daar omheen een spitsboogvormige omlijsting in mergelsteen en natuursteen, waarbij de vulling van het timpaan een reliëf heeft met voorstelling van Sint-Martinus, boven het portaal een venster en een blind drielicht in mergelsteen in de top van de gevel. Het schip wordt overdekt door leien in een zadeldak met lessenaarsdaken boven de zijbeuken.
Het koor heeft een plint van breuksteen in silex en ander hardsteen, een geprofileerde mergelstenen omlijsting rond brede spitsboogvensters, steunberen van twee geledingen op de hoeken voorzien van een afwerking in natuursteen, kroonlijst in mergelsteen en onder een eigen lager dan het schip gelegen zadeldak.
Het oratorium is opgetrokken in baksteen, gedekt door een schilddak met leien, heeft verder een hoekband van kalkstenen, een kalkstenen omlijsting met sluitsteen rond een rondboogvenster, een houten dakrand op geprofileerde consoles in mergelsteen en aan de oostzijde een driezijdig portaal met rechthoekige deur in omlijsting van hardsteen. De sacristie heeft twee traveeën en wordt gedekt door een zadeldak met leien, en heeft banden van mergelsteen en twee kruiskozijnen.
In het kerkgebouw worden de zijbeuken van de middenbeuk gescheiden door spitsboogarcades, rustende op hardstenen pijlers met neogotisch kapiteel. De traveeën worden overwelft door bakstenen kruisribgewelven waarbij de ribben en de spitsboogvormige gordelbogen van mergelsteen zijn, rustende op hardstenen consoles. Het koor wordt overwelft door mergelstenen een stergewelf gedragen door gesculpteerde mergelstenen kraagstenen.

## Geschiedenis
In de 15e eeuw werd de kerk uitgebreid met een koor in laatgotische stijl door de begever en tiendheffer van de kerk, de Sint-Laurentabdij in Luik.
In 1660 werd het koor gerestaureerd in opdracht van de abt.
In 1728-1729 werd er melding gemaakt van bouwvallige zijbeuken.
Na 1730 werden de zijbeuken heropgebouwd.
In 1749 of 1750 werd de toren door bliksem getroffen, waarbij de toren en de zijbeuken zwaar beschadigd raken.
In 1751 werd de toren heropgebouwd.
In 1768-1772 bouwde men het schip opnieuw op, waarbij het koor en de zijbeuken werden hersteld. De gemeente nam de meeste kosten op zich van de zijbeuken en de abdij Sint-Laurent nam de overige kosten op zich.
In 1913 vond de afbraak plaats van de toren en het schip. Hierbij werden ze vervangen door het huidige gebouw dat ontworpen is door M. Christiaens uit Tongeren. Daarbij hanteerde hij een neogotische interpretatie van de stijl van het koor. Pas in 1935 begon ging men over op de afwerking van het interieur. Tevens werd toen het koor gerestaureerd onder leiding van R. Lemaire, waarbij tevens de zijkoren gebouwd werden.